# Tour Cityscope
La tour Cityscope (anciennement tour Urssaf, tour Franklin, tour 9) est une tour de bureaux située dans la commune de Montreuil au 3 rue Franklin, en plein centre-ville, à proximité de la tour Altaïs Evolution.
La tour est l'un des plus hauts bâtiments de Seine-Saint-Denis avec une hauteur de 96 mètres.
Elle comporte un parking de 386 places en sous-sol sur 3 niveaux.
Ce site est desservi par la station de métro Mairie de Montreuil.

## Histoire
Construite en 1980, cette tour demeurait originellement le siège social de l'Urssaf, qui déménagea en 2006.
Elle fut une première fois rénovée en 1992 au niveau de sa façade extérieure ainsi qu'une seconde fois en 2008 dans son intégralité.
Elle accueille aujourd'hui France Active, les sociétés Afpa, les Pages jaunes, la MNFCT (Mutuelle nationale des fonctionnaires des collectivités territoriales), Sopra Steria (sur les étages 5 à 11), ainsi que le GIP Habitat et Interventions Sociales.